# ۹-۱-۱: تک ستاره
۹-۱-۱: تک ستاره (انگلیسی: 9-1-1: Lone Star)  مجموعهٔ تلویزیونی آمریکایی در سبک درام-روایی می‌باشد که توسط رایان مورفی، برد فالچوک و تیم ماینیرساخته شد، و از تاریخ ۱۹ ژانویه ۲۰۲۰ تا ۳ فوریه ۲۰۲۵ از شبکه تلویزیونی فاکس پخش گردید. این مجموعهٔ تلوزیونی اسپین آفی از مجموعه تلویزیونی ۹۱۱ است که در ماه مه ۲۰۱۹ از شبکه فاکس پخش شد.
در ماه مه ۲۰۲۳، این مجموعه برای فصل پنجم و پایانی خود تمدید شد، که در تاریخ ۲۳ سپتامبر ۲۰۲۴ پخش گردید و در ۳ فوریه ۲۰۲۵ به پایان رسید.
نام «تک ستاره» به لقب ایالت تگزاس اشاره دارد.

## داستان
مجموعه ۹۱۱ تک ستاره، داستان یک آتش‌نشان ماهر نیویورکی را دنبال می‌کند که به همراه پسرش از منهتن به آستین، تگزاس نقل‌مکان می‌کند، و رییس ایستگاه شماره ۱۲۶ آنجا می‌شود. او باید تلاش کند تا بین نجات افرادی که در آسیب‌پذیرترین وضعیت خود هستند و حل مشکلات شخصی‌اش تعادل برقرار کند. او به همراه سایر آتش‌نشانان و اعضای اداره پلیس و خدمات پزشکی اضطراری به انجام وظایف خود می‌پردازد. راب لو، ستاره سریال، به‌عنوان تهیه‌کننده اجرایی مشترک نیز فعالیت می‌کند.

## بازیگران

### پیش نمایش
| Actor             | Character                 | Seasons         | Seasons         | Seasons         | Seasons         | Seasons         |
| Actor             | Character                 | ۱               | ۲               | ۳               | ۴               | ۵               |
| ----------------- | ------------------------- | --------------- | --------------- | --------------- | --------------- | --------------- |
| راب لو            | اوون استرند               | اصلی            | اصلی            | اصلی            | اصلی            | اصلی            |
| لیو تایلر         | میشل بلیک                 | اصلی            | Does not appear | Does not appear | Does not appear | Does not appear |
| رونن روبینستاین   | "تی کی" تایلر کندی استرند | اصلی            | اصلی            | اصلی            | اصلی            | اصلی            |
| سیرا مک لاین      | گریس رایدر                | اصلی            | اصلی            | اصلی            | اصلی            | Does not appear |
| جیم پرک           | "جاد" جادسون رایدر        | اصلی            | اصلی            | اصلی            | اصلی            | اصلی            |
| ناتاشا کرم        | مرجان مروانی              | اصلی            | اصلی            | اصلی            | اصلی            | اصلی            |
| برایان میشل اسمیت | پائول استریک لند          | اصلی            | اصلی            | اصلی            | اصلی            | اصلی            |
| رافائل ال. سیلوا  | کارلوس ریز                | اصلی            | اصلی            | اصلی            | اصلی            | اصلی            |
| جولیان وورکز      | متیو چاوز                 | اصلی            | اصلی            | اصلی            | اصلی            | اصلی            |
| جینا تورس         | تامی وگز                  | Does not appear | اصلی            | اصلی            | اصلی            | اصلی            |
| بریانا بیکر       | نانسی جیلین               | تکرارکننده      | تکرارکننده      | اصلی            | اصلی            | اصلی            |
| کلسی یتس          | ایزابلا وگز "ایزی"        | Does not appear | مهمان           | اصلی            | اصلی            | اصلی            |
| اسکایلر یتس       | اوی وگز                   | Does not appear | مهمان           | اصلی            | اصلی            | اصلی            |
| جکسون پیس         | وایت هریس                 | Does not appear | Does not appear | دوره ای         | دوره ای         | اصلی            |

### اصلی
- راب لو در نقش اوون استرند، کاپیتان آتش نشان از شهر نیویورک و پدر تی کی. به دلیل شرکت در نجات اورژانسی در حملات 11 سپتامبر سرطان ریه او تشخیص داده شد، که در آن او کل آتش‌نشان‌های خود را نیز از دست داد.  پس از بازسازی تیم خود در نیویورک، از او خواسته شد که همین کار را برای واحد 126 در آستین ، ایالت تگزاس انجام دهد.
- لیو تایلر در نقش میشل بلیک (فصل 1): کاپیتان بهیار خدمات پزشکی اورژانس (EMS).  او همچنین در تلاش برای یافتن خواهرش آیریس است که به مدت سه سال ناپدید شده است.[۶] در فصل دوم مشخص شد که او 126 را ترک کرد تا به افراد بی خانمان مبتلا به بیماری روانی مانند خواهرش کمک کند.
- رونن روبینستاین در نقش تایلر کندی "تی کی" استرند، یک آتش‌نشان-پیراپزشک دارای گواهینامه دوگانه در واحد 126 است. او معتاد سابق افیون و پسر کاپیتان استرند است.درست قبل از ورودش به آستین به علت مصرف بیش از حد مواد دچار اوردوز شده بود ولی توسط پدرش نجات یافت.[۷] او با افسر پلیس کارلوس ریس رابطه برقرار می کند.  در فصل 2، او آتش نشانی را رها کرد و به یک امدادگر تبدیل شد.  در پایان فصل 3، او از کارلوس خواستگاری کرد و این دو در فینال فصل چهارم ازدواج کردند.
- سیرا مک لاین به عنوان گریس رایدر (نام خواهر ویلیامز) (فصل ۱-۴)[۸]، اپراتور ۹.۱.۱ و همسر جاد.[۷]
- جیم پرک در نقش جادسون رایدر "جاد" ، آتش نشان و شوهر گریس.  جاد تنها بازمانده فاجعه آتش سوزی تیم قبلی 126 است.[۹]
- ناتاشا کرم در نقش مرجان مروانی، آتش نشان و امدادگر.  مرجان یک معتاد آدرنالین، یک دیندار مسلمان و یک سلبریتی اینستاگرام است.[۱۰]
- برایان مایکل اسمیت در نقش پل استریکلند، یک آتش نشان و امدادگر با چشمی دقیق برای جزئیات.  پل نیز یک مرد ترنس است.[۱۰]
- رافائل ال. سیلوا در نقش کارلوس ریس، یک افسر پلیس در اداره پلیس آستین، و بعداً، یک تکاور تگزاس در فصل 5، که یک رابطه عاشقانه با تی کی آغاز می کند.  تی کی در پایان فصل 3 پیشنهاد ازدواج می دهد. آنها در پایان فصل 4 ازدواج می کنند.[۱۰][ب]
- جولیان ورکز در نقش متئو چاوز،[۱۰] او به شدت دچار نارساخوانی است، و یک مهاجر به شرط قبولی در آزمون ورودی است که باید شغل خود را حفظ کند یا  بازگردانده شود.
- جینا تورس در نقش تامی وگا (فصل ۲-۵): کاپیتان جایگزین اورژانس.  تامی، مادر دو دختر، پس از هشت سال دوباره وارد نیروی کار شد تا از خانواده‌اش حمایت کند که کوید-۱۹ باعث تعطیلی رستوران همسرش شد.
- برایانا بیکر در نقش نانسی گیلیان (دوره ای، فصل ۱-۲؛ اصلی، فصل ۳-۵): یک امدادگر که یکی از خدمه  اورژانس ۱۲۶ آستین است.
- کلسی یتس در نقش ایزابلا "ایزی" وگا (مهمان، فصل 2؛ اصلی، فصل 3-5):[پ] دختر تامی و خواهر دوقلوی ایوی.
- اسکایلر یتس در نقش اوی وگز  (مهمان، فصل 2؛ فصل اصلی 3-5):[ت] دختر تامی و خواهر دوقلوی ایزی.
- جکسون پیس در نقش وایات هریس (فصل های دوره ای ۳-۴؛ فصل ۵ اصلی): پسر جاد که 17 سال قبل از آن در یک شب حضور داشت.

## یادداشت
1. ↑  Known as 20th Century Fox Television in season 1.
2. ↑  سیلوا به عنوان رافائل سیلوا در فصل های 1-2 و به عنوان رافائل ال. سیلوا از فصل شناخته می شود.  3.
3. ↑  قبلا توسط Lexi Crouch به تصویر کشیده شده است.
4. ↑  قبلا توسط Xandi Crouch به تصویر کشیده شده است.